# Елефант Бјут (Њу Мексико)
Елефант Бјут (енгл. Elephant Butte) град је у америчкој савезној држави Њу Мексико.

## Демографија
По попису из 2010. године број становника је 1.431, што је 41 (2,9%) становника више него 2000. године.
| Група             | 2000.         | 2010.         |
| Белци             | 1.171 (84,2%) | 1.188 (83,0%) |
| Афроамериканци    | 1 (0,1%)      | 4 (0,3%)      |
| Азијати           | 4 (0,3%)      | 7 (0,5%)      |
| Хиспаноамериканци | 185 (13,3%)   | 194 (13,6%)   |
| Укупно            | 1.390         | 1.431         |